# Мост Дебийи
Мост Дебийи (фр. Passerelle Debilly) — мост в Париже через Сену, соединяющий набережную Нью-Йорка на правом берегу с набережной Бранли недалеко от Эйфелевой башни на левом берегу Сены.
Мост задумывался как временное сооружение в створе проспекта Альберта де Муна только для проведения Всемирной выставки 1900 года в Париже. Он должен был обеспечить быстрый пешеходный доступ от павильонов Армии и Флота к выставке, воссоздающей старый Париж. Первоначально он назывался мостом Военной выставки или мостом Магдебурга, и только в 1908 году его назвали именем наполеоновского генерала Жана-Луи Дебийи, погибшего за 100 лет до этого в битве при Ауэрштедте. В 1906 году мост переместили на новое постоянное место напротив улицы Монютансьон.
Пешеходный мост построен на металлическом каркасе, опирающемся на два каменных пирса на берегах реки, и украшен тёмно-зелёной керамической плиткой таким образом, что создаётся впечатление волн. Наряду с Эйфелевой башней это вторая металлическая конструкция, характеризующая инженерные достижения своей эпохи. Тем не менее в 1941 году пешеходный мост Дебийи был под угрозой исчезновения, когда президент архитектурного общества охарактеризовал его как забытую принадлежность прошедшего события. К счастью, как и его современники — мост Александра III и Аустерлицкий виадук — мост Дебийи в 1966 году был включён в дополнительный реестр исторических памятников.
В 1991 году мост был перекрашен, а в 1997 году его покрыли твёрдой древесиной тропических пород.
На мосту Дебийи происходит начальная сцена фильма «Девушка на мосту» (1999).

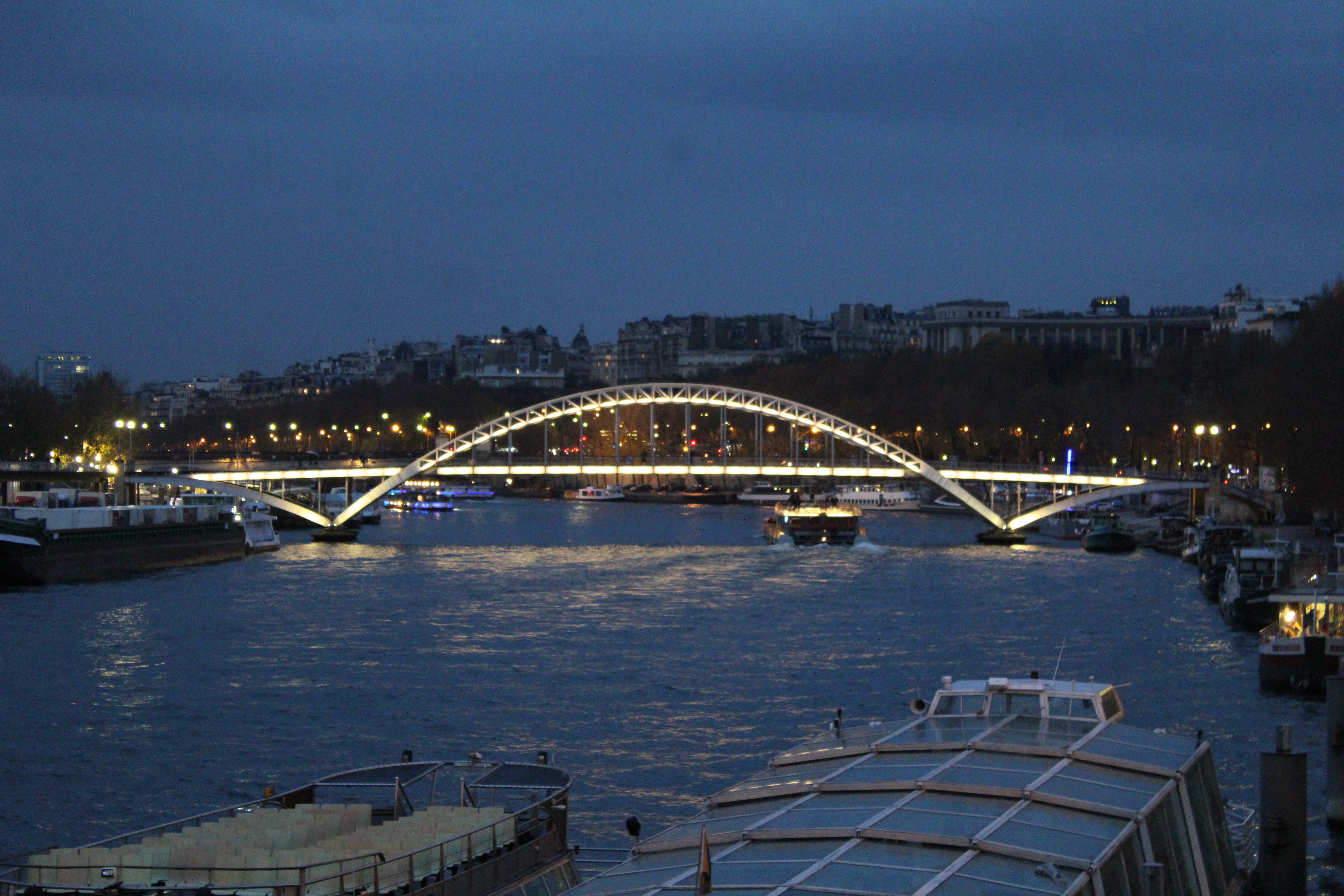
Ночная подсветка моста
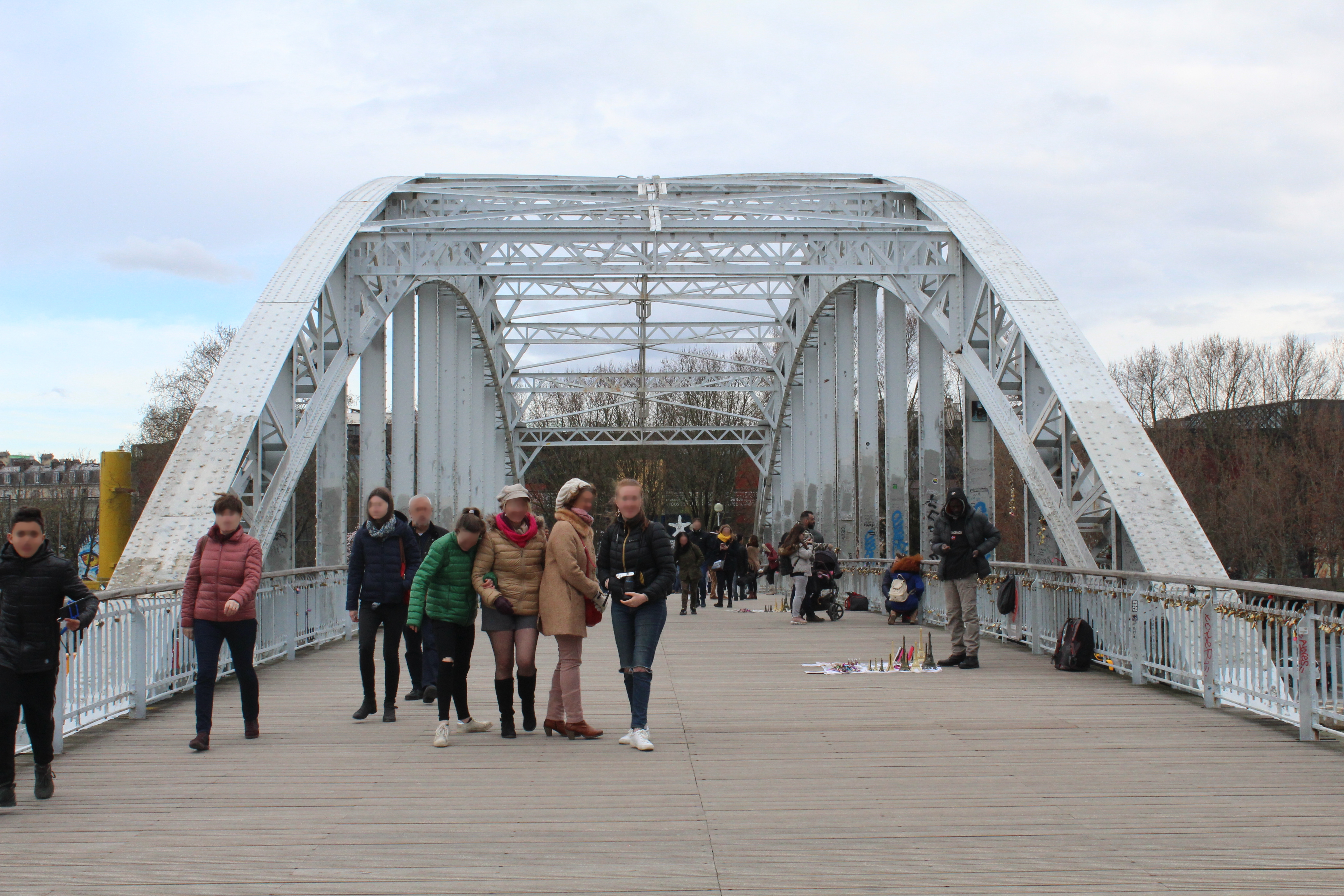
На мосту
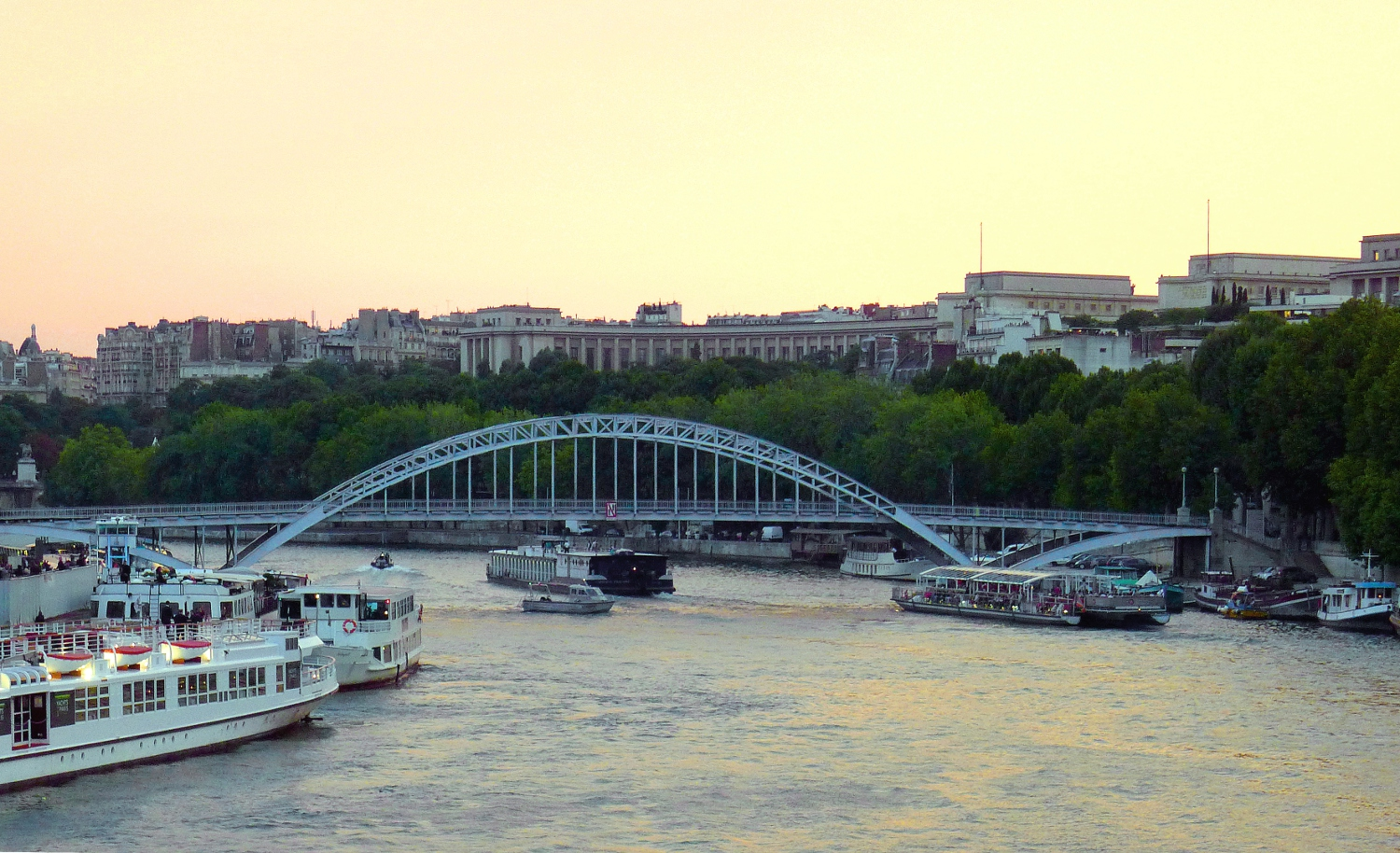
Мост Дебийи и дворец Шайо на заднем плане

## Расположение
| Расположение моста на Сене    | Расположение моста на Сене | Расположение моста на Сене   |
| ----------------------------- | -------------------------- | ---------------------------- |
| Вниз по течению: Йенский мост |                            | Вверх по течению: Мост Альма |